# Оссола, Франко
Франко Оссола (итал. Franco Ossola, 23 августа 1921, Варезе — 4 мая 1949, Суперга) — итальянский футболист, нападающий.
Один из главных бомбардиров звёздного состава футбольного клуба «Торино», который доминировал в итальянском футболе в 1940-х годах. Вместе с партнёрами по туринской команде трагически погиб в авиационной катастрофе на горе Суперга 4 мая 1949 года.
Пятикратный чемпион Италии. Обладатель Кубка Италии.

## Клубная карьера
Родился 23 августа 1921 года в городе Варесе. Воспитанник футбольной школы клуба «Варезе». Взрослую футбольную карьеру начал в 1938 году в основной команде того же клуба, в которой провёл один сезон, приняв участие лишь в 9 матчах чемпионата.
В 1939 году перешёл в клуб «Торино», за который отыграл 10 сезонов. В составе «Торино» был одним из главных бомбардиров команды, имея среднюю результативность на уровне 0,49 гола за игру. За это время пять раз завоёвывал титул чемпиона Италии, становился обладателем Кубка Италии.
Свой последний, пятый титул чемпиона Италии в сезоне 1948-49 Оссола получил уже посмертно — 4 мая 1949 года команда трагически погибла в авиакатастрофе на горе Суперга близ Турина. До конца первенства оставалось 4 тура, «Торино» возглавлял турнирную таблицу, и все погибшие игроки клуба посмертно получили чемпионский титул после того, как игроки молодёжной команды клуба, которые доигрывали сезон, выиграли во всех четырёх последних матчах первенства. Их соперники («Дженоа», «Палермо», «Сампдория» и «Фиорентина») в этих матчах из уважения к погибшим чемпионам также выставляли на поле молодёжные составы своих клубов.

## Выступления за юношескую сборную
В 1943 году привлекался к составу молодёжной сборной Италии. На молодёжном уровне сыграл в одном официальном матче.

## Титулы и достижения
- Чемпион Италии (5):

«Торино»: 1942-43, 1945-46, 1946-47, 1947-48, 1948-49
- Обладатель Кубка Италии (1):

«Торино»: 1942-43

## Память
В 1950 году в городе Варесе местный стадион был переименован в Стадион «Франко Оссола».

## Статистика выступлений

### Статистика клубных выступлений
| Сезон             | Команда           | Лига              | Игр | Голов |
| ----------------- | ----------------- | ----------------- | --- | ----- |
| 1938-39           | «Варезе»          | C                 | 9   | 3     |
| 1939-40           | «Торино»          | A                 | 4   | 0     |
| 1940-41           | «Торино»          | A                 | 22  | 15    |
| 1941-42           | «Торино»          | A                 | 13  | 7     |
| 1942-43           | «Торино»          | A                 | 12  | 6     |
| 1944-45           | «Торино»          | ЧИ                | 24  | 14    |
| 1945-46           | «Торино»          | ЧИ                | 30  | 11    |
| 1946-47           | «Торино»          | A                 | 29  | 13    |
| 1947-48           | «Торино»          | A                 | 17  | 9     |
| 1948-49           | «Торино»          | A                 | 25  | 11    |
| Всего за «Торино» | Всего за «Торино» | Всего за «Торино» | 176 | 86    |
| Всего за карьеру  | Всего за карьеру  | Всего за карьеру  | 185 | 89    |